# Campanha Ho-Chi-Minh
A campanha Ho-Chi-Minh (em vietnamita: Chiến dịch Hồ Chí Minh) é o conjunto de operações militares, essencialmente ofensivas, levadas a cabo pelo Exército do Povo do Vietnam e pela Frente Nacional para a Libertação do Vietname entre o 13 de dezembro de 1974 e o 30 de abril de 1975, terminando com a queda de Saigon e a vitória do Vietname do Norte.

## Cronologia

### Xuân Lộc
Durante 12 dias a 18.ª divisão de infantaria sul-vietnamita tentou parar a invasão da cidade por três divisões norte-vietnamitas. Para os soldados sul-vietnamitas, chefiados pelo major-general Lê Minh Đảo, esta batalha comprovou que estavam determinados a lutar, em contradição com o que os médias ocidentais afirmavam.
Tendo em conta a inferioridade numérica, os sul-vietnamitas perderam a batalha, apesar dos ferozes e heróicos combates contra as unidades do EPV. O governo norte-vietnamita iria, mais tarde, qualificar como "cruéis" os combates em Xuân Lộc.
A tomada de Xuân Lộc permitiu aos norte-vietnamitas abrir as portas que levavam a Saigon, e assim iniciar o assalto final ao Vietname do Sul.

### Saigon
O assalto final à cidade inicia-se em 29 de abril de 1975 às 6 horas da manhã, após uma série de bombardeamentos. As forças sul-vietnamitas continuam a lutar na cidade em ruínas apesar da inferioridade numérica, enquanto que os últimos americanos ainda presentes são rapidamente evacuados. É a operação Vento Constante. Importantes membros do governo sul-vietnamita e alguns civis são também evacuados e levados para os Estados Unidos. Em alguns dias, um total de mais de 7 000 pessoas são evacuadas, entre as quais 1 373 americanos e 5 595 sul-vietnamitas.
Às primeiras horas do 30 de abril, a 324.ª divisão norte-vietnamita entra na cidade em ruínas. às 10h24 o presidente do Vietname do Sul anuncia a capitulação do país e pede a todas as forças sul-vietnamitas para que parem de imediato com as hostilidades. às 11h30, carros blindados norte-vietnamitas destroem as portas do palácio presidencial. É içada a bandeira Vietcongue no teto do palácio.
O coronel norte-vietnamita Bui Tin, o oficial mais graduado a entrar no palácio presidencial de Saigon, encontra-se com o presidente Dương Văn Minh para receber a rendição. Às 15h30 o último presidente da República do Vietname anuncia na rádio: "Eu declaro o governo de Saigon (...) completamente dissolvido a todos os níveis". As suas palavras assinalam assim a dissolução da Vietname do Sul e o fim da guerra do Vietname, um conflito com mais de 15 anos.
O processo de reunificação do Vietname terminaria a 2 de julho de 1976.